# آرتور کار (سوارکار)
آرتور کار (انگلیسی: Arthur Carr; ۲۶ ژوئیهٔ ۱۹۱۰ – ۱ سپتامبر ۱۹۸۶) سوارکار پرش اهل بریتانیا بود.